# 貝克河 (瓦爾諾河支流)
53°56′32.3″N 12°6′38.5″E / 53.942306°N 12.110694°E

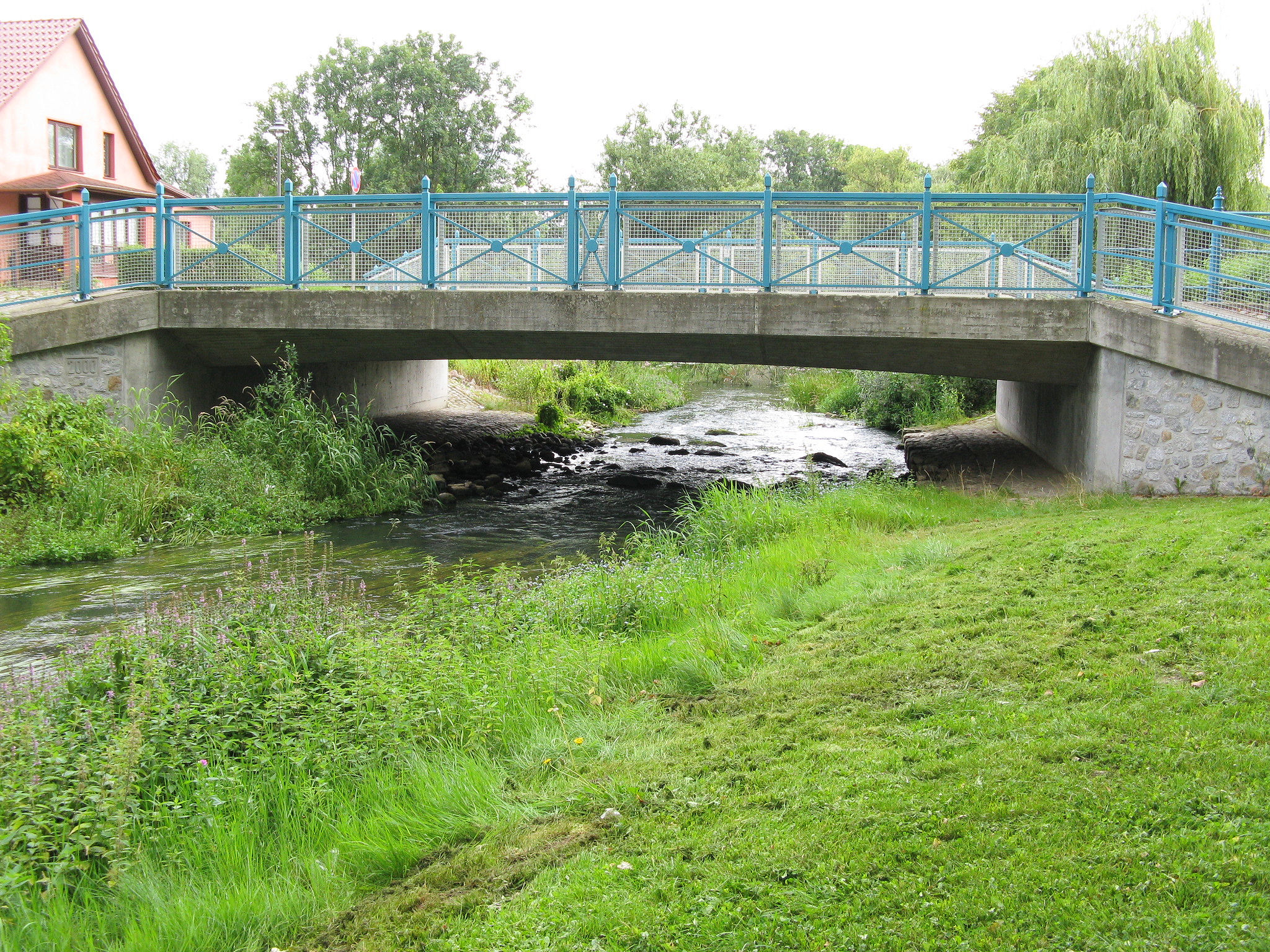

貝克河（德語：Beke），是德國的河流，位於該國東北部，由梅克倫堡-前波美拉尼亞州負責管轄，屬於瓦爾諾河的左支流，河道全長21公里，流域面積313平方公里，河口處在施萬。